# باتريك شاناهان
باتريك شاناهان (بالإنجليزية: Patrick Michael Shanahan) (مواليد 1962)؛ عسكري أمريكي، كان نائبًا لوزير الدفاع الأمريكي إبّان وزارة جيمس ماتيس، الذي استقال في بداية العام 2019، عُيِّن قائمًا بأعمال وزير الدفاع في يناير 2019، خلفًَا لماتيس. وكان مُرشّحًا لترؤس وزارة الدفاع، إلا أن الكونغرس لم يبدِ موافقة على ترشحّه، فاستقال في يونيو 2019، وخلفه مارك إسبر. كان مسؤولًا في شركة بوينج الأمريكية.

## استشهادات
1. ↑   https://pantheon.world/profile/person/Patrick_M._Shanahan. {{استشهاد ويب}}: |url= بحاجة لعنوان (مساعدة) والوسيط |title= غير موجود أو فارغ (من ويكي بيانات) (مساعدة)
2. ↑  "ترامب يعين شاناهان قائما بأعمال وزير الدفاع". الحرة. 23 ديسمبر 2018. مؤرشف من الأصل في 2019-04-09. اطلع عليه بتاريخ 2018-12-24.